# Butella
A butella többé-kevésbé palackformát utánzó, hordozható cserépedény bor és pálinka tárolására.

## Elterjedése
Magyarországon az első butellákat hódmezővásárhelyi fazekasmesterek készítették.
Az 1700-as évektől kezdett használatuk országszerte elterjedni, legkedveltebbek a XIX. század második felében lettek, amikor is Magyarországon már több mint 100 000 szeszfőzde üzemelt.

## Jellemző formák
Lehet ovális, lapos vagy domborodó oldallal és lappal készített: henger alakú; hasáb alakú, kerekített vagy széles vállal, esetleg lefelé keskenyedő alakú. Ha viszonylag nagyobb, a kulacséhoz hasonló fület kap, hogy szíjra lehessen fűzni. Mindegyik formának felül kis kerek szája van. Kedvelt, de az előzőknél ritkább forma a csukott könyv formájához hasonló könyvbutella, zsoltárbutella, imakönyv, amely négyzetes lapokból alakított mázas, díszes edény. Mindig egyedileg, megrendelésre készül, és rendszerint feliratos, évszámos. A hordóbutella hordóformájú pálinkás edény négy lábacskával, a tetején kerek szájjal. Általában mázas, de nem díszített. A butellákon ritkán látható évszám vagy felirat. Rendszerint kis mennyiségben készültek megrendelésre, alkalomra: rokon, barát vagy katonacimbora megajándékozására. Elkészítésük nagy gondosságot és viszonylag sok időt igényelt, ezért „babramunkának” tartották a mesterek. – Legtöbb és legdíszesebb butella a három nagy alföldi fazekasközpontból való:
- Mezőcsát
- Tiszafüred
- Hódmezővásárhely

Kisebb mennyiségben készítettek butellát Mezőtúron, Szentesen, Makón, Tótkomlóson is. A mezőcsáti butellák többsége ovális alakú. Fehér vagy tojáshéj színű lapját barna pontsor keretezi. Egyik lapján felirat van – szöveg, évszám –, a másikon leggyakoribb és Mezőcsátra legjellemzőbb díszítmény az ágon ülő madár, csőrében leveles-virágos ágacskával. A mezőcsáti butellák leghíresebb mestere Rajczy Mihály (1791–1856) és fiai voltak: ők készítették a legművészibb butellákat. A másik jelentős mezőcsáti csoportot azok a butellák képezik, amelyeken madár helyett stilizált vázából vagy enélkül, közös tőből eredő, háromszárú virág alkotja a díszítményt.
A díszítés technikája szintén változatos: az írókázást, a karcolást vagy ezek együttes alkalmazását itt is kedvelték. – Tótkomlóson szinte kivétel nélkül zöld mázas, karcolt és főleg vésett díszítményű, feliratos, évszámmal ellátott butellákat készítettek. Mezőtúrról világos alapszínű színes, növényi elemekkel díszített butellák ismertek.

## Lásd még
- butykos
- szilke